# Webster Motor Company
Webster Motor Company Limited (auch: WMC) war ein kurzlebiger britischer Automobilhersteller, dessen Modelle von dem dreirädrigen Spaßauto Bond Bug inspiriert waren.

## Unternehmensgeschichte
WMC war im südenglischen Braishfield (Grafschaft Hampshire) ansässig. Das Unternehmen wurde 1990 von Gary und Michael Webster gegründet, die schon einige Jahre lang zu den Bond-Bug-Enthusiasten gehört hatten.
Der 1970 vorgestellte Bug war von Tom Karen gestaltet worden. Das bis 1974 von Reliant hergestellte Auto, zu dessen Besonderheiten die vorklappbare Dachabdeckung gehörte, gilt heute als einer der legendären britischen Kleinwagen. Aufgrund des Umstands, dass der Bug vorne nur über ein Rad verfügte, war sein Fahrverhalten insbesondere in Linkskurven problematisch; das rechtsgelenkte Auto neigte hier bei ungleichmäßiger Gewichtsverteilung zum Umkippen.
Das erste von WMC entwickelte Auto war ein vierrädriger Sportwagen, dessen Design dem des Bond Bug so weit wie möglich entsprach. Später kamen einige weitere Versionen hinzu. Insgesamt stellte WMC etwa 10 Fahrzeuge her, bevor die Webster-Brüder 1991 die Automobilproduktion einstellten. Am 3. Februar 1998 wurde das Unternehmen aufgelöst.

## Modelle

### WMC Bug
Der WMC Bug war gewissermaßen eine vierrädrige Version des Bond Bug. Ziel war es, das Design des Bug wieder aufleben zu lassen, andererseits aber durch die Vierrädrigkeit die Fahrsicherheit zu erhöhen. Die meisten Komponenten des Autos ähnelten denen des Originalfahrzeugs. Die vorklappbare Dachabdeckung, die die Türen ersetzte, entsprach vollständig der des Bug; WMC nutzte für ihre Herstellung Originalwerkzeuge von Reliant. Im Vergleich zum dreirädrigen Bond Bug war der Radstand des WMC Bug etwa 20 Zentimeter länger. Die Vorderräder hatten einen Durchmesser von 10 Zoll (25,4 cm), die Hinterräder waren 12 Zoll groß (30 cm). Der Leiterrahmen war eine Neukonstruktion; im Bereich des Vorderwagens verwendete WMC einen Hilfsrahmen, der vom Kleinwagen Mini übernommen wurde. Abgesehen davon stammten die meisten technischen Komponenten vom Reliant Robin bzw. Rialto. Das galt auch für die Motorisierung. Insgesamt stellte WMC fünf Exemplare des vierrädrigen Bug her.

### Normal Bug
Daneben bot WMC zeitweise einen Nachbau des dreirädrigen Bug an, der als Bausatz geliefert wurde. Diese als Normal bezeichnete Auto entsprach im Design, in den Abmessungen und in der Technik nahezu vollständig dem 1970 vorgestellten Original. Von ihm entstanden vier Exemplare.

### Convertible
Schließlich stellte WMC eine Cabrioletversion des Bug vor. Sie blieb ein Einzelstück.